# Josef Pekař
 Josef Pekař  (ur. 12 kwietnia 1870 w Małym Rohozcu, zm. 23 stycznia 1937 w Pradze) – czeski historyk, czołowy przedstawiciel historycznej szkoły Jaroslava Golla.

## Życiorys
Urodził się w rodzinie chłopskiej, wraz z rodziną przeprowadził się do Daliměřic. Po maturze, którą zdał w gimnazjum w Mladej Boleslawi w 1888 roku, studiował historię i geografię na Wydział Filozoficzny Uniwersytetu Karola, gdzie był uczniem J. Golla i A. Rezeka.
W latach 1892–1893 był nadzwyczajnym słuchaczem Wydziału Prawaa Uniwersytetu Karola i członkiem komitetu redakcyjnego encyklopedii Ottův slovník naučný. Rok później przebywał w celach naukowych na uniwersytetach w Erlangen i Berlinie. W latach 1895–1896 był nauczycielem gimnazjów w Mladej Boleslawi i w Pradze. W latach 1896–1897 był prefektem w Akademii Straki.
W 1897 roku uzyskał habilitację. W latach 1897–1901 był docentem, 1902–1905 profesorem nadzwyczajnym, a od 1905 profesorem zwyczajnym dziejów Austrii (od 1919 Czechosłowacji) na Wydziale Filozoficznym Uniwersytetu Karola. W latach 1909–1910 był dziekanem, a w latach 1910–1911 wicedziekanem Wydziału Filozoficznego UK. W latach 1931–1932 był rektorem, a w latach 1932–1933 wicerektorem Uniwersytetu Karola.
Członek Czeskiej Akademii Nauk i Sztuk Pięknych, oraz Królewskiego Czeskiego Towarzystwa Naukowego. W latach 1897–1918 współredaktor i od 1918 redaktor naczelny czasopisma „Český časopis historický”. Od 1904 roku był prezesem Klubu Historycznego.
Zajmował się całą czeską historią. Zrewidował romantyczne ujęcie dziejów Czech autorstwa Palackiego i rozwinął własną krytyczno-pozytywistyczną koncepcję. W bardzo ostrych dyskusjach i polemikach pokazywał nowe poglądy na kluczowe wydarzenia czeskiej historii. Polemizował z T. G. Masarykiem i jego koncepcją czeskiej historii. Nie zgadzał się z poglądem, iż wyznacznikiem dziejów Czech jest religijno-humanistyczna idea. Według niego to jest jedynie idea narodowa.
Jego największym zainteresowaniem były najstarsze czeskie dzieje (Nejstarší kronika česká, 1903; Die Wenzels- und Ludmila-Legenden und die Echtheit Christians, 1906; Svatý Václav, 1929), husytyzm (Žižka a jeho doba I–IV, 1927–33), klęska pod Białą Górą (Bílá hora, 1921; Dějiny valdštejnského spiknutí, 1895 i 1934), oraz ekonomiczna, społeczna i kulturalna historia Czech w wieku XVII i XVIII (Kniha o Kosti I–II, 1909–11; České katastry, 1913–15; Tři kapitoly z boje o sv. Jana Nepomuckého, 1921). Jest też autorem podręcznika Dějiny československé (1921).
W grudniu 1935 roku odmówił kandydowania na urząd prezydenta Czechosłowacji.